# 받침애주름버섯
받침애주름버섯은 애주름버섯과 애주름버섯속에 속하는 버섯으로 학명은 Mycena chlorophos이다. 처음으로 묘사된것은 1860년이며, 이 버섯은 아열대 아시아나 한국, 일본, 타이완, 폴리네시아, 인도네시아 그리고 스리랑카, 오스트레일리아, 브라질 등지에 분포한다.

대나무, 야자나무나 마른 나무와 떨어진 나뭇가지등에서 서식하고, 여름~가을시기에 자란다. 버섯갓은 7mm에서 27.2mm정도이며, 버섯대는 1~2.3cm×1~2mm 정도 크기이다.

표면은 젤라틴으로 덮여 강한 점성이 있으며 연한 회색으로 가장자리가 흰색이며 축축하면 방사상 줄이 보인다. 주름살은 떨어진주름살이고 처음에 흰색이다가 회색으로 변한다.
버섯대는 연골질이며 색은 흰색이고, 속이 비어 있다. 홀씨는 6.5~9×4.5~6.2µm로 넓은 타원형이다.

받침애주름버섯은 루시퍼레이스라는 발광물질을 가지고있다. 모든 받침애주름버섯이 빛을 내는 것은 아니고 루시퍼레이스가 많은 것에서 빛을 볼 수 있다. 낮에도 어두우면 발광을 하기도 한다. 밤에는 낮보다 더 밝게 발광한다고 한다. 그리고 식용버섯은 아니다.
2016년 7월에 울산 석남사 계곡에서 울산생명의숲 울산버섯탐구회 최석영 교수가 발견을 해서 화재가 된적이 있다.

## 같이 보기
- 발광버섯 목록